# ایندرا نویی
ایندرا نویی (به تامیلی: இந்திரா நூயி) (زاده ۲۸ اکتبر ۱۹۵۶) کارآفرین، بازرگان و مدیر اجرایی آمریکایی هندی‌تبار است. نویی از ۲۰۰۶ تا ۲۰۱۸ به‌عنوان مدیر عامل و رئیس هیئت مدیره پپسی‌کو فعالیت می‌کرد و در سال ۲۰۱۸ به انتخاب خود از این سمت استعفا داد. پپسی‌کو در سال ۲۰۱۴ دومین شرکت تولیدکننده نوشیدنی در جهان بود.

## جوایز و دستاوردها
نویی در سال ۲۰۱۳ در رتبه ۱۳ از فهرست قدرت‌مندترین زنان جهان نشریه فوربز قرار گرفت. وی سابقه مدیریت در شرکت‌های معتبری چون جانسون اند جانسون، بوز آلن همیلتون، گروه مشاوره بوستون، موتورولا و گروه آب‌ب را در کارنامه خود دارد.
در رتبه‌بندی‌های سالیانه که توسط مجلات معتبر جهان منتشر می‌شود، از سال ۲۰۰۶ تاکنون همواره نام نویی در فهرست قدرت‌مندترین زنان جهان ذکر شده، که برای نمونه می‌توان به فهرست ۵۰ زن قدرتمند جهان وال استریت ژورنال سال‌های ۲۰۰۷ و ۲۰۰۸، رتبه نخست سال‌های ۲۰۰۹ و ۲۰۱۰ مجله فرچون، رتبه سوم مجله فوربز در سال ۲۰۰۸ اشاره کرد. وی همچنین دو بار در سال‌های ۲۰۰۷ و ۲۰۰۸ در فهرست تایم ۱۰۰ از ۱۰۰ فرد قدرتمند جهان قرار داشت.

## تألیف‌ها
ایندرا نویی در سال ۲۰۲۱ کتاب زندگینامه خود را با عنوان «داستان زندگی من، کار خانواده و آیندهٔ ما» به بازار عرضه کرده‌است.